# Андор Лілієнталь
Андор (Андре) Лілієнта́ль (угор. Lilienthal Andor, рос. Андор (Андрэ) Арнольдович Лилиенталь; * 5 травня 1911, Москва — † 8 травня 2010, Будапешт) — угорський і радянський шахіст. Міжнародний гросмейстер (1950). Чемпіон Москви 1940. Чемпіон СРСР 1940 (поділив 1-2-е місця з Ігорем Бондаревським). Майстер спорту СРСР (1948).

## Життєпис
Народився 1911 року в Москві. У 2-річному віці мати з Андре і його сестрою переїхала до Будапешта. В шахи почав грати в 16 років. У пошуках роботи жив у Відні, Берліні, Парижі, де також шукав партнерів для гри в шахи, брав участь в сеансах одночасної гри з відомими майстрами. У паризькій кав'ярні «Режанс», наприклад, грав з Ароном Німцовичем та Александром Алехіним.
З 1930 року брав участь у міжнародних турнірах у Франції та закордоном. Дебютною перемогою на найвищому рівні стало перше місце на турнірі в Штубнянске Тепліце (Чехословаччина, 1930), де гравець набрав 9 очок з 12 і випередив таких відомих шахістів, як Вася Пірц, Сало Флор, Ксавери Тартаковер і Ґідеон Штальберґ. Деякі виступи в інших турнірах:
- Гастінґс (1933/34) — 2-3-є місце (поділив з Алехіним)
- Уйпешт (1934) — 1-е
- Будапешт (1934) — 2-3-є
- Барселона (1934) — 1-3-є
- Гастінґс (1934/35) — 5-6-е
- Москва (1935) — 8-10-е
- Іваново (1944) — 3-4-е
- Пярну (1947) — 3-є
- Сальтшобаден, міжзональний турнір (1948) — 5-е місце

У складі збірної Угорщини брав участь у шахових олімпіадах 1930-х років.
Після II-го Московського міжнародного турніру (1935) залишився жити у Радянському Союзі. 1939 року отримав радянське громадянство. Чемпіон Москви 1940, чемпіон СРСР 1940 року (поділив 1-2-е місця з Ігорем Бондаревським).
1950 року, після переїзду до Москви Тиграна Петросяна, став тренером майбутнього чемпіона світу. Був у складі команди СРСР у міжнародних зустрічах СРСР—США, СРСР—Велика Британія, грав за команду Москви в матчах Москва—Прага і Москва—Будапешт. Нагороджений орденом «Знак Пошани» (1957).
У його грі відзначали хорошу інтуїцію, оригінальні стратегічні задуми та несподівані комбінації.
З 1976 року жив в Угорщині. Після смерті Василя Смислова у березні 2010 року був єдиним міжнародним гросмейстером, який жив ще з часу отримання звання 1950 року. Помер 8 травня 2010 року в Будапешті.

## Зміни рейтингу
| На цьому місці має відображатися графік чи діаграма, однак з технічних причин його відображення наразі вимкнено. Будь ласка, не видаляйте код, який викликає це повідомлення. Розробники вже працюють для того, щоби відновити штатне функціонування цього графіка або діаграми. | |
| | На цьому місці має відображатися графік чи діаграма, однак з технічних причин його відображення наразі вимкнено. Будь ласка, не видаляйте код, який викликає це повідомлення. Розробники вже працюють для того, щоби відновити штатне функціонування цього графіка або діаграми. |